# Kyle Vinales
Kyle Vinales (Farmington Hills, Míchigan; 18 de junio de 1992) es un jugador de baloncesto estadounidense, con nacionalidad puertorriqueña, que pertenece a la plantilla del BC Avtodor Saratov de la BC Avtodor Saratov. Con 1,88 metros de altura, juega en la posición de base.

## Trayectoria deportiva
Formado en la North Farmington High School de Michigan y en The Phelps School en Malvern, Pensilvania. En 2011 ingresó en la Universidad Estatal de Connecticut Central para jugar durante cuatro temporadas con los Central Connecticut Blue Devils. 
En 2015 Kyle decidió no jugar su último año universitario y emprendió su carrera profesional, firmando por el equipo puertorriqueño de Vaqueros de Bayamón para disputar la Baloncesto Superior Nacional.
En ese mismo año, Vinales se marcharía a África para firmar un contrato por dos temporadas con el Club Africain de Túnez. En su primera temporada ganó el MVP de la liga tunecina al promediar 22,4 puntos y 6 asistencias por partido. También ganó el campeonato de la liga tunecina ese mismo año.
En 2017 tras acabar su contrato con el Club Africain, se marcha a Puerto Rico para jugar con los Brujos de Guayama la Baloncesto Superior Nacional.
Para la temporada 2017-18 regresa a Túnez para jugar en las filas del Union Sportive Monastirienne. Al acabar la temporada vuelve a Puerto Rico para jugar en el Caciques de Humacao, club en el que fue nombrado uno de los cinco mejores jugadores de la BSN (liga puertorriqueña) al promediar 20.1 puntos, 3.4 rebotes y 3.6 asistencias por partido.
El 30 de septiembre de 2019, firmó con el BC Kalev/Cramo de la Liga Letonia-Estonia, en la que promediaría más de 16 puntos por encuentro.
El 12 de julio de 2020, firmó con Krepšinio klubas Lietkabelis de la Lietuvos Krepšinio Lyga lituana.